# Dihydromyrcenol
Dihydromyrcenol is een organische verbinding uit de groep van de acyclische terpenoïde alcoholen. Het is een geurstof met een krachtige, frisse, limoenachtige, zoete citrus- en bloemengeur, die synthetisch wordt bereid. De zuivere stof komt voor als een kleurloze viskeuze vloeistof, die zo goed als onoplosbaar is in water.

## Synthese
Dihydromyrcenol wordt bereid uitgaande van myrcenol of dihydromyrceen, beide derivaten van terpentijn. Een andere syntheseweg is uitgaande van een mengsel van dimethylcyclo-octeen-isomeren (dit zijn selectief gehydrogeneerde dimeren van isopreen).

## Toepassingen
Dihydromyrcenol wordt vooral gebruikt bij de samenstelling van geurstoffen voor zepen, wasmiddelen, detergenten, luchtverfrissers en in citrus- en limoenachtige parfums. Het verdringt daarmee diverse soorten citrusolie, die als nadeel hebben dat ze grote hoeveelheden van de allergene stof limoneen bevatten en daardoor ook nog eens extra gevoelig zijn voor oxidatie.
Daarnaast wordt dihydromyrcenol ook gebruikt als tussenproduct om andere organische verbindingen te produceren, zoals tetrahydromyrcenol en myrcetol.

## Handel
Een onderzoek in de opdracht van de Europese Commissie schatte de markt voor dit product in de Europese Unie op meer dan 4400 ton/jaar (periode van 1 oktober 2005 tot 30 september 2006). In Europa wordt het hoofdzakelijk geproduceerd in Spanje. Er is ook een belangrijke invoer uit India, waartegen de Europese Commissie antidumpingrechten heeft vastgesteld.